# Candida albicans
Candida albicans là một loài nấm có thể gây bệnh, nhưng lại là một thành phần thường gặp ở hệ vi sinh vật đường ruột của con người, hầu như không sinh sản và phát triển ngoài cơ thể con người. Trong các xét nghiệm thông thường, loài này đã được phát hiện trong đường tiêu hóa và miệng ở khoảng 40-60% người lớn khỏe mạnh.,
Loài này được chú ý nhiều vì tuy thường là một sinh vật cộng sinh, nhưng lại có thể trở thành gây bệnh (bệnh cơ hội) ở những người bị suy giảm miễn dịch dưới nhiều điều kiện khác nhau, đặc biệt ở những bệnh nhân nhiễm HIV. Ngoài ra, nó còn gây viêm đường sinh dục cả ở nam và nữ, thậm chí đôi khi gây nguy hại tính mạng, nếu cơ hội cho phép nó phát triển quá mức. Tỷ lệ tử vong là 40% ở những người bệnh nhiễm nấm toàn thân. Hàng năm, ước tính ở Hoa Kỳ có đến 2800 đến 11200 ca tử vong do nấm này. Thêm vào đó, Candida albicans là một loài sinh vật mô hình trong sinh học, đặc biệt là trong di truyền học phân tử (xem thêm ở trang Nhân tố chuyển vị ngược LTR).

## Lược sử và nguồn gốc thuật ngữ
Mô tả sớm nhất về nấm này trong lịch sử thành văn của loài người thuộc về thầy thuốc Hippocrates - cách đây hơn 2.300 năm trong tác phẩm "In Epidemics". Trong tài liệu này đã nhắc đến một dạng nấm "gây loét miệng". Đến năm 1665, Pepys Diary đã báo cáo loại nấm này phát hiện ở "một bệnh nhân bị sốt, hay có cơn đau và bị nấc" do nấm ký sinh. Sau đó, các chuyên gia về Nấm học xác nhận. Đến cuối những năm 1900, Castellani xác định loại nấm này gây ra bệnh tưa miệng. Sau đó, Berg kết luận rõ ràng rằng nấm này còn gây ra viêm âm đạo, bệnh đường tiêu hóa.
Tên khoa học theo nguyên tắc Linê bằng danh pháp hai phần là: Candida albicans, xuất phát từ chữ Latin "candeō" (candidus) trắng; còn "albicō" nghĩa là dần trở thành màu trắng. Thuật ngữ phân loại này được cho là của nhà sinh học Pháp là Charles-Philippe Robin (1821–1885) và nhà Nấm học Christine Marie Berkhout (1893–1932) đặt nên. Ngoài ra, còn nhiều tên gọi khác nữa.
Ngày nay, chi Candida của nấm này đã được xác định là có hơn 200 loài khác nhau. Trong bài này chỉ xét đến C. albicans và từ các mục dưới đây chỉ gọi tắt là nấm.

## Hình thái
Nấm thuộc dạng vi nấm, kích thước rất nhỏ, mỗi cá thể trong suốt, bé nhất chỉ khoảng 5/1000 mm. Trong môi trường nuôi cấy nhân tạo (in vitro), nó biểu hiện rất nhiều kiểu hình khác nhau tuỳ theo chu kỳ sống và ảnh hưởng của các yếu tố môi trường. Ít nhất có đến bảy kiểu hình khác nhau được phát hiện, trong đó nó từ dạng như hình trứng (hình 2) có thể chuyển đổi thành dạng hình lưới (sợi nấm) có màu trắng đục (hình 3). Nếu gặp điều kiện bất lợi, nấm hoá thành dạng bào tử gọi là chlamydospores, có thể tồn tại rất lâu dài (hình 4). Ngược lại, nếu thuận lợi thì nấm có thể phát triển khá to (hình 5 và 6).

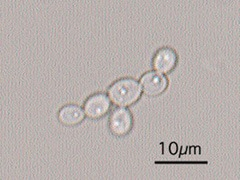
Hình 2: Dạng hiển vi.
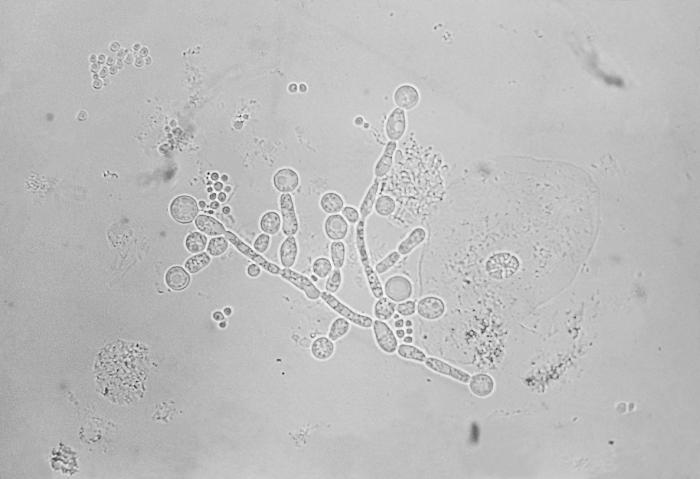
Hình 3: Hình thái nấm dạng sợi.
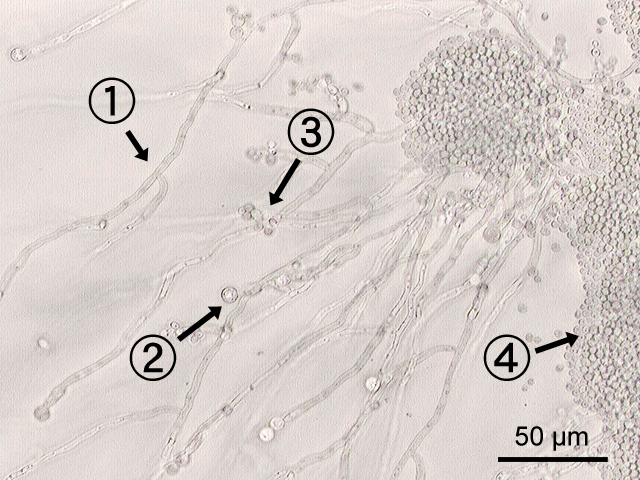
Hình 4: Chú thích 1=pseudohypha; 2=chlamydospore; 3=blastspore; 4=yeast-like cells.
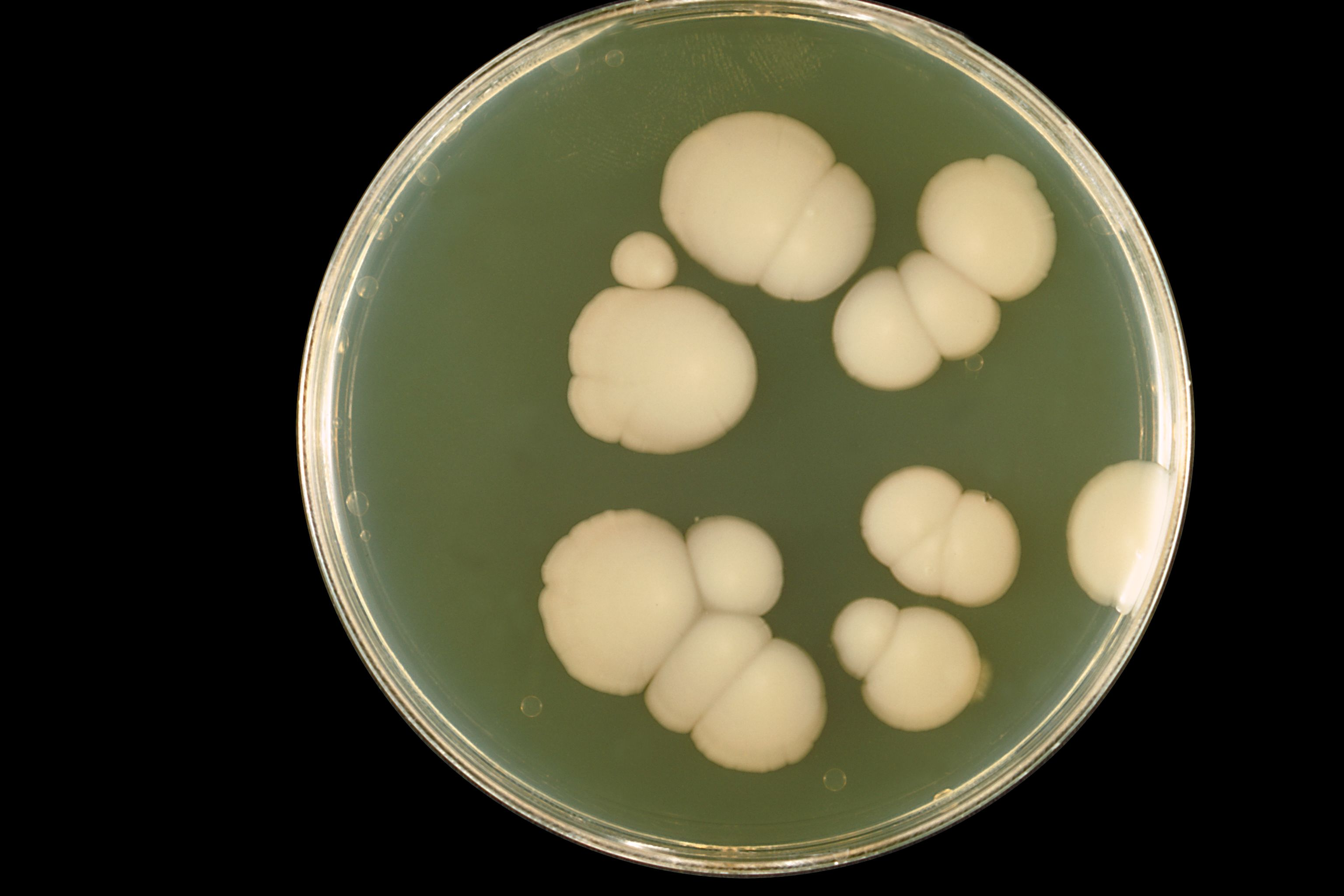
Hình 5: Ảnh quần thể nấm nuôi cấy trên thạch SABHI ở 20 °C.
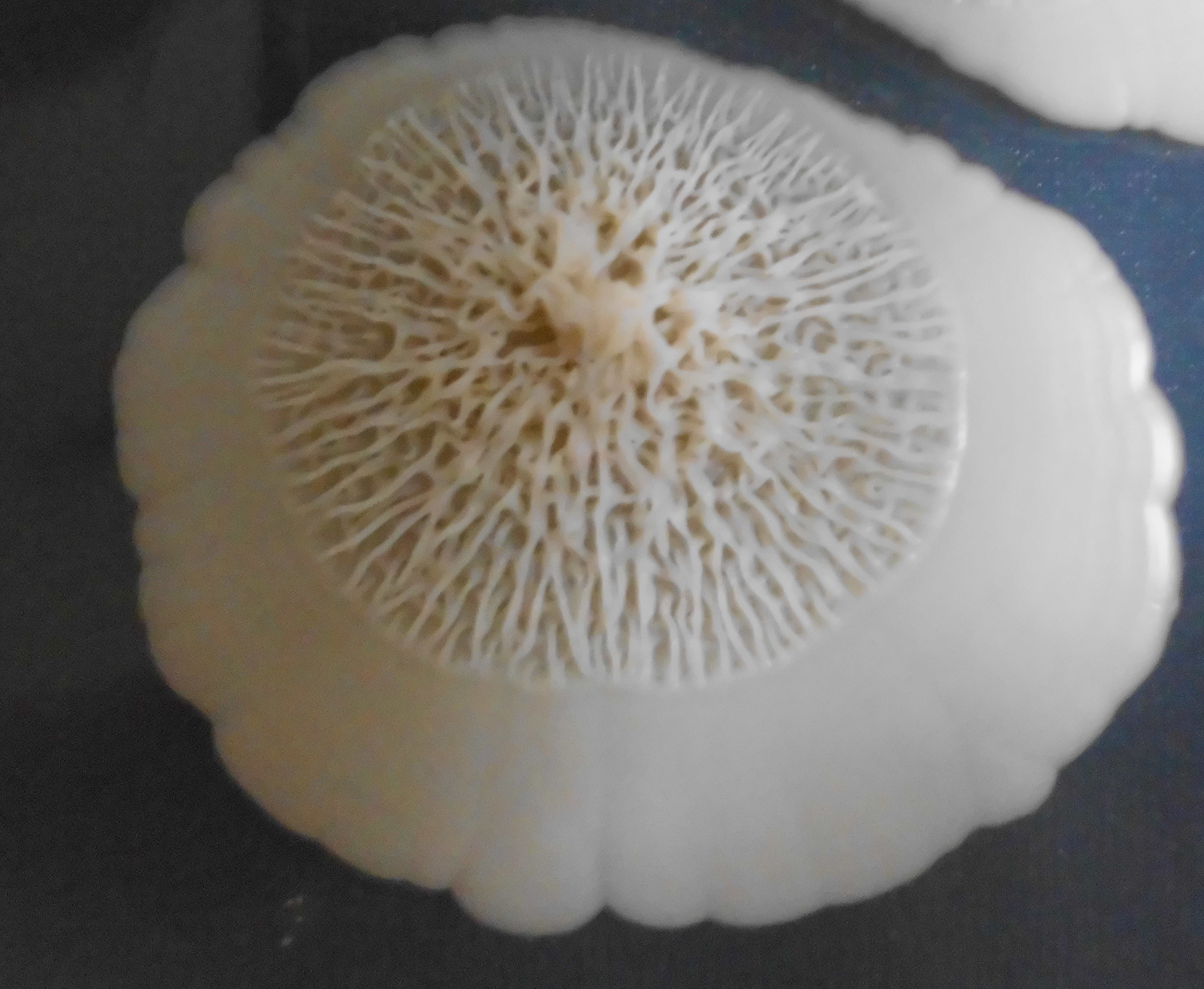
Hình 6: Tập đoàn nấm trên đỉnh mũ nhăn nheo.

## Bộ gen
- Ở dạng đơn bội, nấm có 8 nhiễm sắc thể được, ký hiệu là chr1A, chr2A, chr3A, chr4A, chr5A, chr6A, chr7A và chrRA. Bộ đơn bội kia có 8 chiếc tương tự, đặt tên tương tự nhưng với kí hiệu B ở cuối: Chr1B, chr2B,... và chrRB.
- Bộ gen của nấm có kích thước khoảng 14 - 16 Mb ở dạng đơn bội. Đại học Stanford đã lắp ráp được ở dạng 14.9 Mb.[8] Bộ gen này đã được giải trình tự tất cả, làm cho nó trở thành một trong ba loài nấm đầu tiên được giải trình tự hoàn toàn (hai loài kia là Saccharomyces cerevisiae và Schizosaccharomyces pombe).
- Ngoài ra, trong bộ gen chứa 6198 khung đọc mở (ORF), 70% trong số này chưa được mô tả rõ. Hai chủng thường được sử dụng nhất để nghiên cứu là chủng WO-1 và SC5314. Biến dạng WO-1 đã được xác định là chuyển đổi giữa các dạng trắng với tần số cao hơn (hình 7).

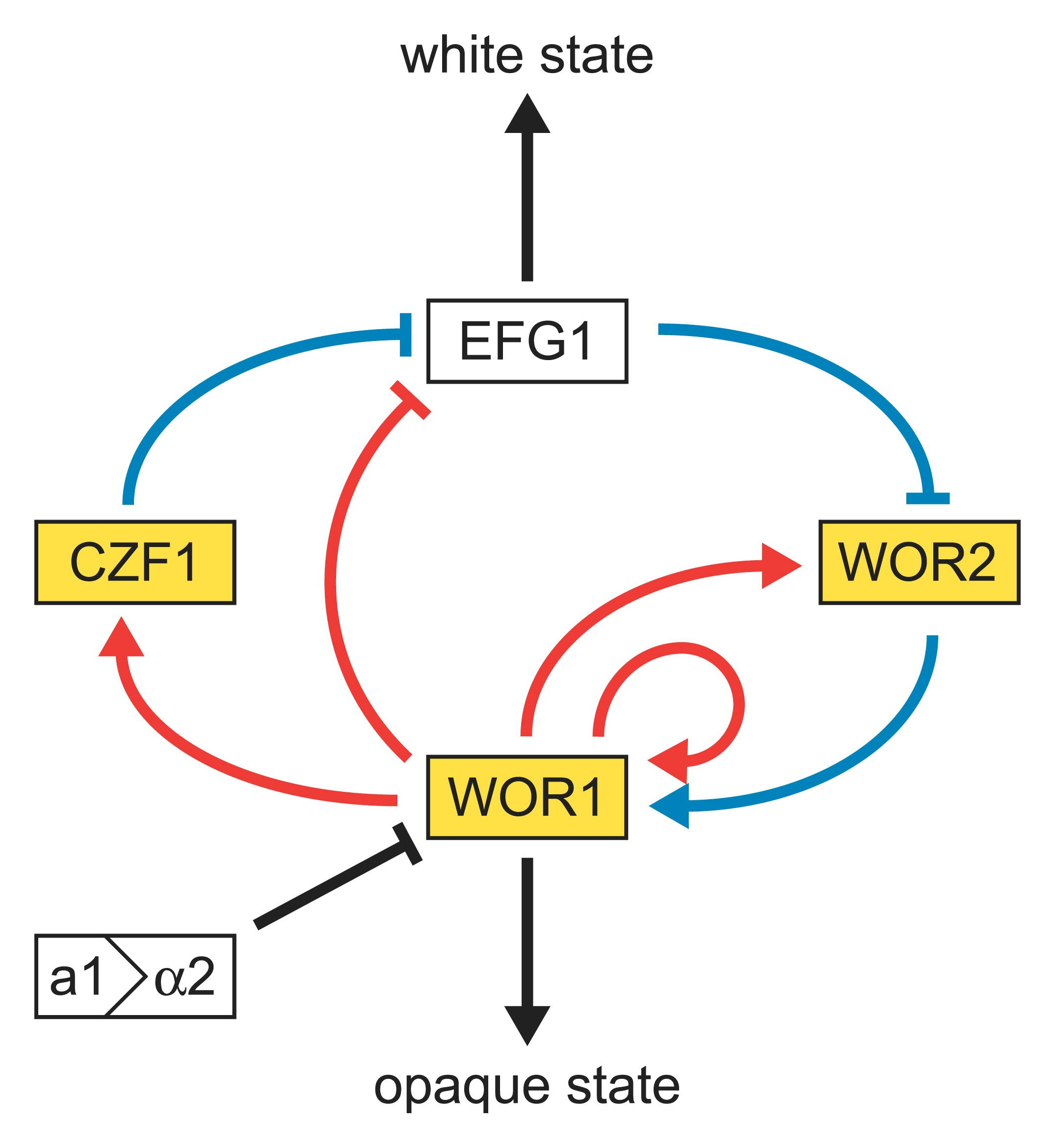
Hình 7

## Chuyển vị ngược LTR
Nấm là đối tượng thuận lợi để nghiên cứu tái tổ gen trong quá trình gọi riêng là Candida albicans Retrotransposons (chuyển vị ngược của nấm này).